# Adolf von Engel
Adolf Maria Ludwig von Engel (* 6. Februar 1834 in Breesen; † 9. April 1900 ebenda) war Majoratsbesitzer und Mitglied des Deutschen Reichstags.

## Leben

### Herkunft
Adolf von Engel war ein Sohn des mecklenburg-schwerinschen Kammerherrn Adolf von Engel (1798–1857) und dessen Ehefrau Christiane, geborene von Bülow (1806–1863).

### Karriere
Engel besuchte das Gymnasium auf dem Pädagogium in Halle und studierte dann Rechtswissenschaften auf den Universitäten in Göttingen, Heidelberg, Berlin und Rostock. Er wurde Mitglied der Corps Saxo-Borussia Heidelberg (1853) und Obotritia Rostock. Nachdem er ein Jahr bei der Schweriner Justizkanzlei gearbeitet hatte, bewirtschaftete er als praktischer Landwirt das Familienfideikommiss Breesen. Engel war ab 1879 als Deputierter des ritterschaftlichen Kreises Wenden, ab 1888 als Landrat des Herzogtums Mecklenburg-Güstrow Mitglied des Engeren Ausschusses der Mecklenburgischen Ritter- und Landschaft.
Als Deutschkonservativer war er von 1881 bis 1884 Mitglied des Deutschen Reichstags für den Reichstagswahlkreis Großherzogtum Mecklenburg-Schwerin 4 (Waren, Malchin).

### Familie
Engel hatte am 25. Mai 1860 in Neustrelitz (Schlosskirchengemeinde) mit Anna, geb. von Jagow (1832–1911) geheiratet, eine Tochter des Neustrelitzer Hausmarschalls Heinrich von Jagow. Aus der Ehe gingen folgende Kinder hervor:
- Anna (1861–1931), Neustrelitz, mind. seit 1925 Konventualin[4] des Klosters Dobbertin
- Luise (1863–1924), Exp. Kloster Malchow[5]
- Adolf (1863–1890), Gymnasium Güstrow, Ritterakademie zu Brandenburg a.H., f. Klosterschule Roßleben, Einjährigfreiwilliger beim 1. Großherzoglich Mecklenburgisches Dragoner-Regiment Nr. 17, Studium in Heidelberg, Rostock, unvermählt[6]
- Hans (* 1865), preußischer Rittmeister und Herr (976 ha) auf Breesen ⚭ Anna von Wegerer (* 1869), Tochter des preußischen Generalmajors Konrad von Wegerer (1822–1891)
- (Karl) Carl Georg Alfred (1866–1922), preußischer Rittmeister, Herr auf Wamckow ⚭ Elisabeth von Alvensleben (* 1872),[7] Gutsnachfolge i. Wamckow d. ält. Sohn Carl-Hinrich von Engel (* 1901)
- Fritz (1874–1953), mecklenburgischer Kammerherr und Drost des Domänenamtes Mirow ⚭ Frida Freiin von Patow-Gliechow (1873–1954), Tochter des Landrats Freiherr Curt von Patow/Landkreis Calau, Wohnsitz Neustrelitz[8][9][10]